# Stellaria media

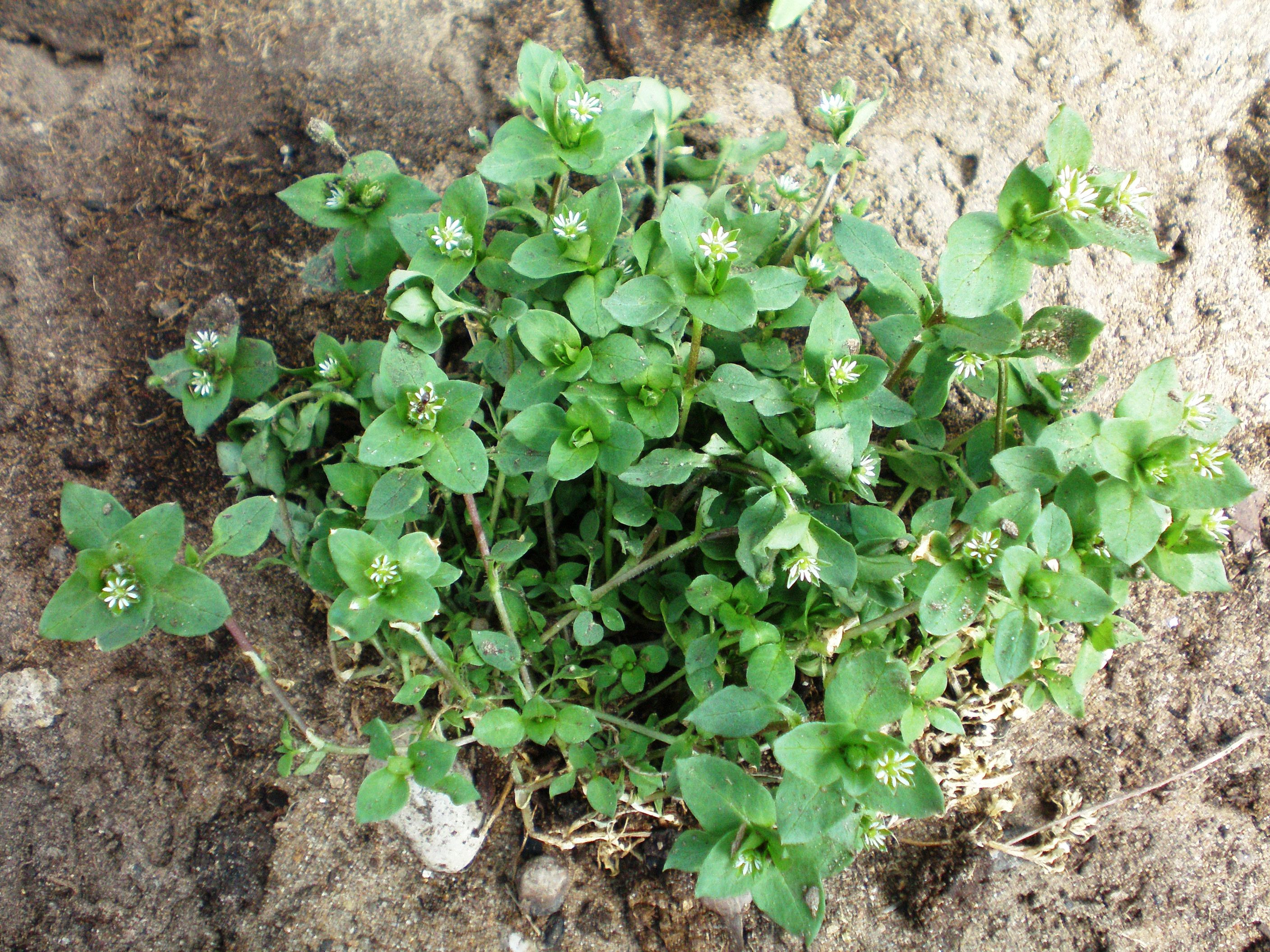
Vista general

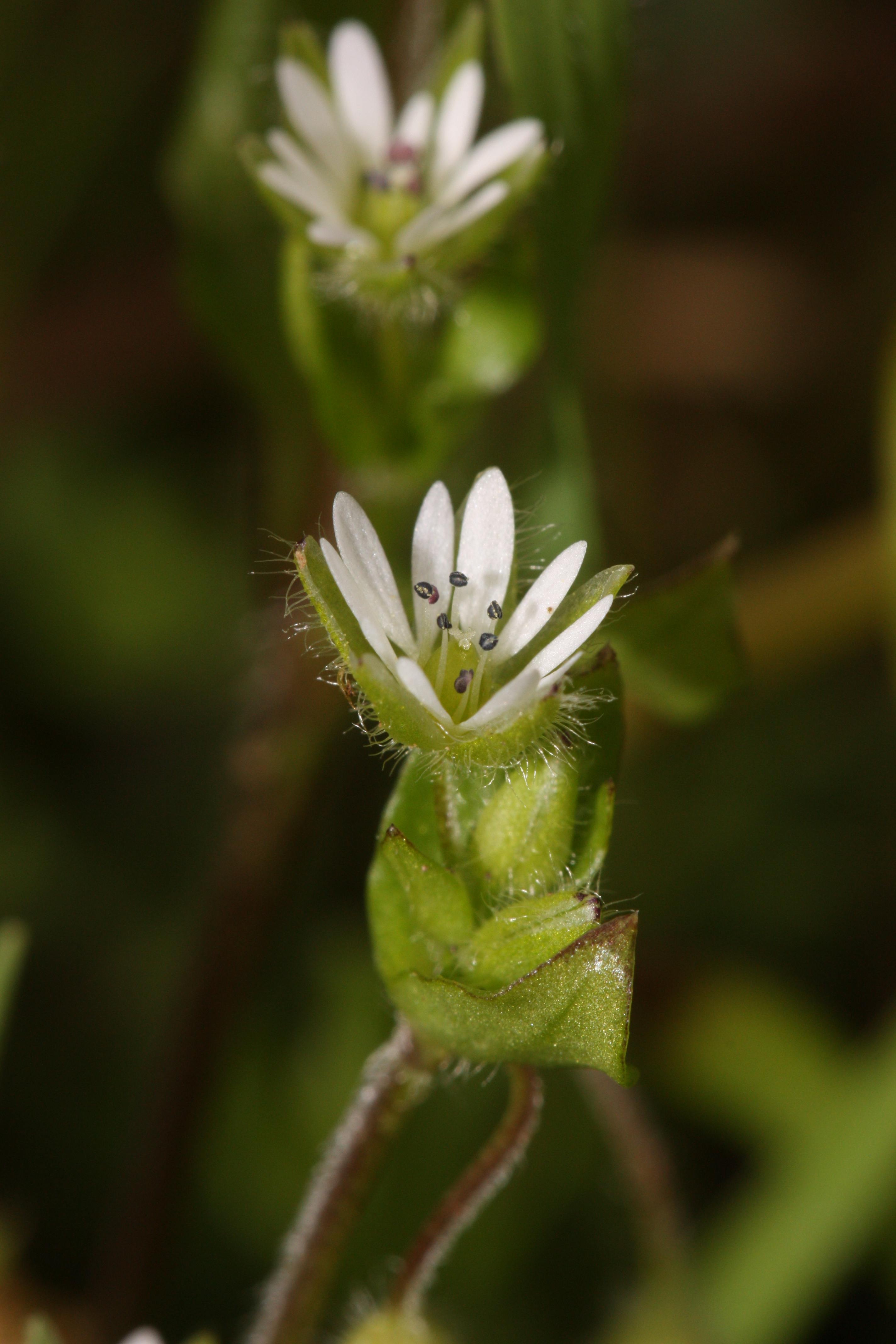
Flores

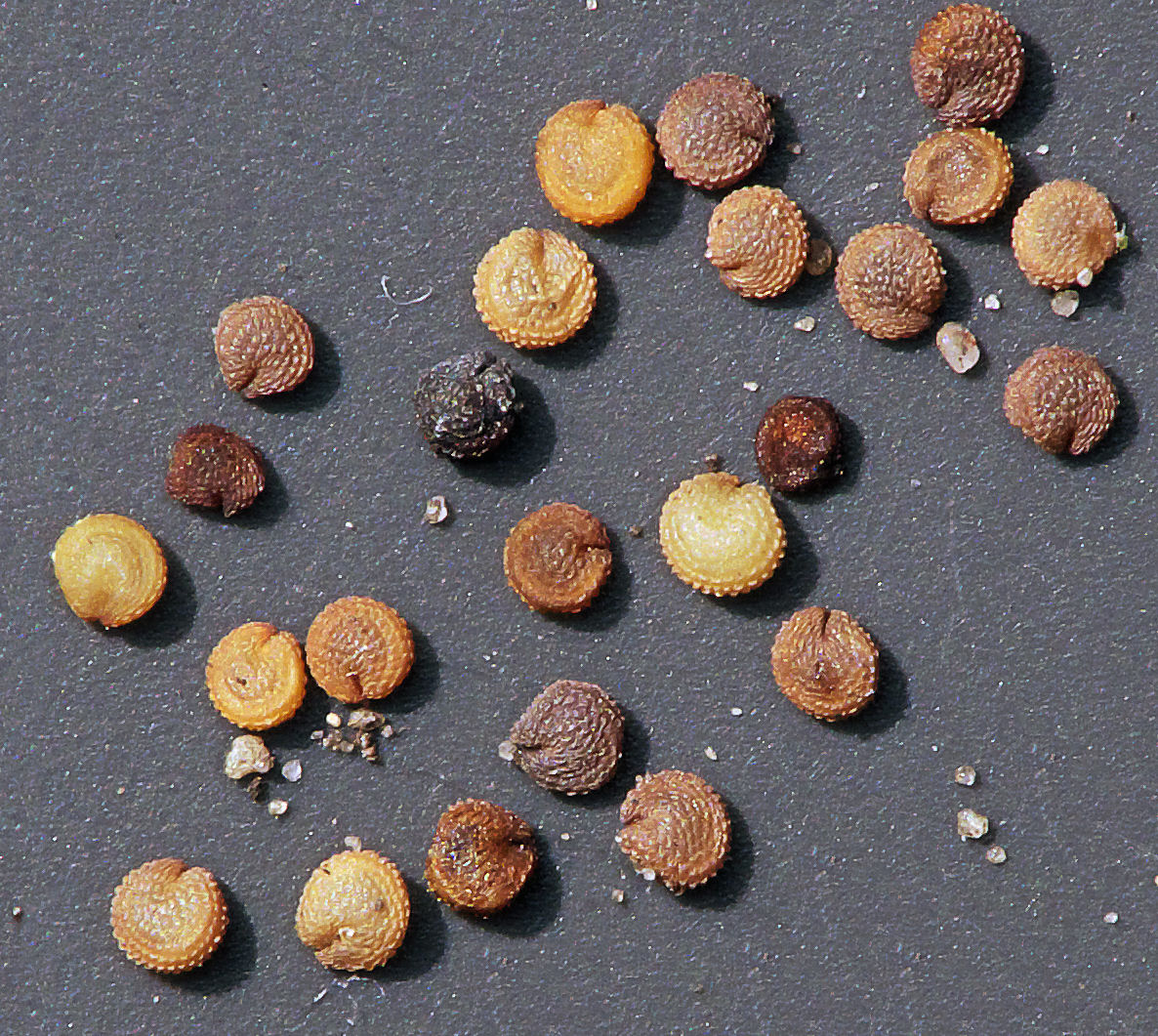
Semillas tuberculadas sueltas

Stellaria media, el capiquí, álsine, pamplina o hierba gallinera, es una especie de planta herbácea anual del género Stellaria de la familia Caryophyllaceae nativa de Europa.

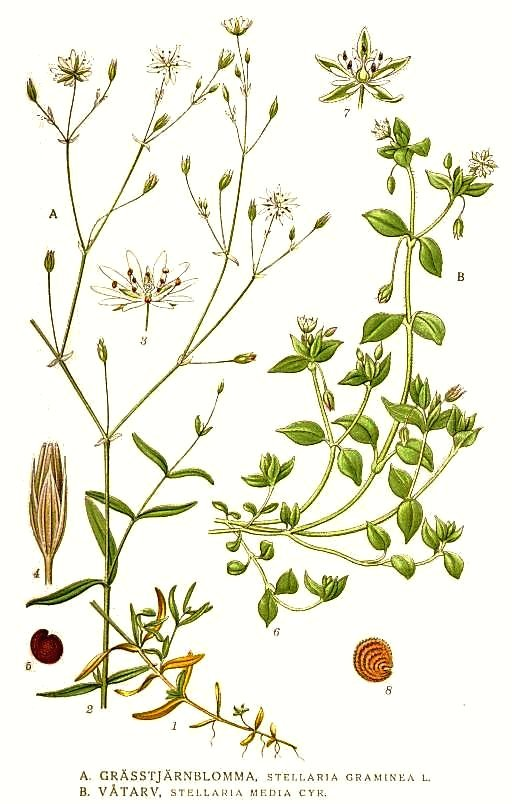
Ilustración en Carl Axel Magnus Lindman,
Bilder ur Nordens Flora, Stockholm, 1917-1926

## Descripción
Es planta anual o bienal, muy variable en muchos de sus caracteres. Es de porte generalmente rastrero cespitoso. Las hojas inferiores son pecioladas y las caulinares cortamente pecioladas o sésiles, todas opuestas y ovaladas o cordiformes, puntiagudas. Los tallos son peludos en dos filas o bien glabros. Cuenta con inconspicuas flores (unos 2-5 mm), con cáliz de 5 sépalos oblongos libres, peludos o glabros, 5 pétalos profundamente bífidos y generalmente más cortos que los sépalos, 3 a 10 estambres con anteras purpúreas y pistilo con tres estilos. El fruto en cápsula es igual o hasta dos veces más largo que el cáliz, de forma ovoidea-oblonga y dehiscente por 6 valvas. Sus semillas, de 0,5-1,5 mm, son finamente tuberculadas y con una ranura lateral.

## Hábitat y distribución
Se encuentra abundantemente en parajes húmedos y sombríos y en tierras de labor abandonadas, así como junto a las viviendas al abrigo de muros. 
Tanto en Europa como en Norteamérica se la considera una planta invasiva en jardines, tierras de labor y prados, difícil de controlar debido a su masiva germinación.

## Usos
Medicinal
- Antiguamente era utilizada como expectorante debido a su contenido en saponinas. P. C. Palau, en su libro «Les plantes medicinals baleàriques» recomendaba el uso del zumo de la planta fresca como fortalecedor de las vías respiratorias y los pulmones.
- Remineralizante por su contenido de potasio y silicio.
- En forma de cataplasma, envuelta en una gasa, se usa para el tratamiento de úlceras y heridas.

Como alimento
Stellaria media es comestible, delicioso y nutritivo y se utiliza como verdura, a menudo cruda en ensaladas.  Es uno de los ingredientes del plato simbólico que se consume en el festival de primavera en Japón conocido Nanakusa-no-sekku.

## Principios activos
Contiene la antraquinona emodina, parietin y questin, el flavonoide kaempferol-3,7-O-α-L-dirhamnoside, fitosterol β-sitosterol y daucosterol, y el  alcohol 1-hexacosanol se pueden encontrar en S. media. Otros flavonoides son: apigenin 6-C-beta-D-galactopyranosyl-8-C-alpha-L-arabinopyranoside, apigenin 6-C-alpha-L-arabinopyranosyl-8-C-beta-D-galactopyranoside, apigenin 6-C-beta-D-galactopyranosyl-8-C-beta-L-arabinopyranoside, apigenin 6-C-beta-D-glucopyranosyl-8-C-beta-D-galactopyranoside, apigenin 6, 8-di-C-alpha-L-arabinopyranoside.
La planta también contiene saponina triterpenoides del tipo ácido oleanólico y taninos (incluido phlobatannins). Proanthocyanidins está presente en los test efectuados a las semillas.

## Taxonomía
Stellaria media fue descrita por primera vez por Carlos Linneo como Alsine media y publicado en Species Plantarum, vol. 1, p.272, 1753, y ulteriormente atribuida al género Stellaria por Dominique Villars y publicado en Histoire des Plantes de Dauphiné, vol. 3(1), p. 615 Archivado el 4 de marzo de 2016 en Wayback Machine., 1789
Citología
Número de cromosomas: 2n=40, 44
Etimología
- Stellaria: del latín stellāris, -e, de los astros, las estrellas, derivado de stella, -ārum, sembrado de estrellas, probablemente por la forma estrellada de las flores.[12]
- media: del latín mědǐus, -a, -um, de significado evidente: "intermedia".[12]

Subespecies
- Stellaria media subsp. cupaniana (Jord. & Fourr.) Nyman
- Stellaria media var. micrantha (Hayata) T.S. Liu & S.S. Ying

Sinonimia
- Alsine brachypetala Opiz
- Alsine media L. = basiónimo
- Alsinula media subsp. apetala (Ucria) Dostál
- Alsinula media (L.) Dostál
- Cerastium medium (L.) Crantz
- Malachia aquatica subsp. calycina (Willk.) Nyman
- Malachia calycina Willk.
- Stellaria apetala Ucria
- Stellaria cucubaloides Pau
- Stellaria pilosa Dulac
- Alsine apetala Kit. ex Nyman
- Alsine avicularum Lam.
- Alsine barbata Stokes
- Alsine bipartita Gilib.
- Alsine brachypetala Opiz
- Alsine elongata Jord. & Fourr.
- Alsine glabella Jord. & Fourr.
- Alsine gussonii Jord. & Fourr.
- Alsine media (L.) Druce
- Alsine media var. transiens (Bég.) Tzvelev
- Alsine repens Vell.
- Alsine vulgaris Moench
- Alsinella wallichiana Sw.
- Arenaria vulgaris Bernh.
- Holosteum alsine Sw.
- Stellaria media (L.) J.C.Sowerby & Sm.
- Stellaria media (L.) Cirillo
- Stellaria media var. apetala (Ucria ex Roem.) Gaudin
- Stellaria media f. apetala Rouy & Foucaud
- Stellaria vulgaris Raunk.[13][14]

## Nombres vernaculares
- Castellano: ala de monte, ala de mosca, álsine (5), ameruja, berraña, boca de gallina, bocado de gallina (6), boruja, cloquera, coruja, emboruja, fozón, gallinera (3), gargantilla, hierba canariera, hierba de las aves (2), hierba de los canarios (3), hierba gallinaria (2), hierba gallinera (7), hierba pajarera (5), hierba ponedora, la dama, lambuco, lambujo, lapilla (2), lirada, majura, mariquita de invierno, maruja (3), marujas, marusa, marusas, melugino, meluja, melujino, melujo, melujín, merubia, merugino, meruia, meruja (2), merujas, merujón, merusa, merusia, meruxa (2), meruya, miosota, moluja, moraca, morruges, moruca, moruja (3), morujina, morujo, moruquera, moruquilla, morusa (2), morusia, morusín, moruxa, moruxia (2), moruxo, moruxón, moruya, murages, muraje, murajes (3), muruja, murujina, oreja de ratón, orejuela de ratón, pajarera (6), pamplina (26), pamplina de canarios (5), pamplina de huertos, pamplina de secano, pamplinas (8), paulina, picagallina (6), picagallinas (2), picapol, piejuelo, pijuelo, regachal, regaho (2), regajo, repipionito, tripa de gallina (2), yerba cloquera, yerba de canarios (2), yerba de las aves, yerba de los canarios, yerba gallinera, yerba pajarera. Las cifras entre paréntesis indican la frecuencia del uso del vocablo en España.[15]